# Pilea cuneata
Pilea cuneata är en nässelväxtart som beskrevs av H. Winkl.. Pilea cuneata ingår i släktet pileor, och familjen nässelväxter. Inga underarter finns listade i Catalogue of Life.